# 孫檠
孫檠（1470年—？），字明卿，山東登州福山縣人，軍籍，明朝政治人物。

## 生平
弘治八年（1495年）乙卯科山東鄉試第四十二名。弘治十八年（1505年），登乙丑科三甲第一百二十名進士。正德元年（1506年）官直隸任丘縣知縣。

## 家族
曾祖父孫彥斌，贈知府；祖父孫遇，左布政使贈正奉大夫正治卿；父孫珂，前大理寺左寺丞。嫡母張氏（封孺人）；生母樊氏。慈侍下。從弟孫樂（同科進士）。